# Володимир Гройсман
Володимир Гройсман (на украински: Володимир Гройсман) е украински политик, министър-председател на Украйна от 14 април 2016 до 29 август 2019 г. Той е най-младият премиер в цялата история на украинската държавност.

## Биография
Роден е на 20 януари 1978 г. в гр. Виница, Украйна. Завършва право, работи на ръководни длъжности в бизнес структури. Кмет на Виница от 2006 до 2014 година. Дипломира се в украинската президентска академия за държавно управление. През февруари 2014 г. става вицепремиер и министър на регионалното развитие, оглавява правителствената комисия, разследваща причините за катастрофата на самолета Боинг-777 в Донецка област през юли същата година. Избран за депутат във Върховната рада на парламентарните избори през октомври 2014 г., от ноември 2014 до април 2016 е неин председател.
Женен е, има три деца.
Гройсман съдейства за прокарване през парламента на искано от президента Порошенко допълнение към трудовото законодателство, забраняващо дискриминацията на хомосексуални – мярка, изисквана от ЕС, но непопулярна в патриархална Украйна. След приемането ѝ той побързва да афишира съпротивата си срещу еднополовите бракове.